# Campionato Primavera 2006-2007
Il Campionato Primavera TIM - Trofeo "Giacinto Facchetti" 2006-2007 è la 45ª edizione del Campionato Primavera e la prima ad avere come denominazione Trofeo Giacinto Facchetti, in memoria dell'ex capitano dell'Inter.
Il detentore del trofeo è la Juventus. La fase finale del torneo ha avuto luogo dal 12 al 19 maggio sui campi di Vipiteno, Bressanone e Bolzano.
La squadra vincitrice del torneo è stata l'Inter.

## Regolamento
Le squadre sono suddivise, con criteri di vicinanza, in tre gironi di tredici squadre ed uno di quattordici.
Al termine della fase a gironi, le prime quattro squadre di ogni girone accedono alla fase successiva, gli ottavi di finale.
Le sedici squadre qualificate si affrontano in gare di andata e ritorno e le vincitrici accedono alla fase finale.
In questa fase, suddivisa in tre turni: quarti di finale, semifinali e finale, è applicato il sistema dell'eliminazione diretta in gara singola.

## Fase a gironi

### Girone A

#### Allenatori
| Squadra     | Allenatore         |           | Squadra           | Allenatore    |
| ----------- | ------------------ | --------- | ----------------- | ------------- |
| AlbinoLeffe | Armando Madonna    |           | Pergocrema        | Paolo Bertani |
| Atalanta    | Giancarlo Finardi  | Piacenza  | Luciano Bruni     |               |
| Genoa       | Vincenzo Torrente  | Pro Sesto | Gianluca Andrissi |               |
| Juventus    | Vincenzo Chiarenza | Sampdoria | Alberto Bollini   |               |
| Legnano     | Stefano Notari     | Spezia    | Carlo Caramelli   |               |
| Modena      | Ivo Pulga          | Torino    | Antonio Pigino    |               |
| Parma       | Pietro Carmignani  |           |                   |               |

#### Classifica
|  |     | Primavera girone A 2006-2007 | P  | G  | V  | N | P  | GF | GS | DR  |
|  | --- | ---------------------------- | -- | -- | -- | - | -- | -- | -- | --- |
|  | 1.  | Juventus                     | 57 | 24 | 18 | 3 | 3  | 67 | 31 | +36 |
|  | 2.  | Atalanta                     | 48 | 24 | 14 | 6 | 4  | 47 | 20 | +27 |
|  | 3.  | Sampdoria                    | 48 | 24 | 13 | 9 | 2  | 43 | 20 | +23 |
|  | 4.  | Genoa                        | 46 | 24 | 15 | 1 | 8  | 37 | 23 | +14 |
|  | 5.  | Pro Sesto                    | 39 | 24 | 12 | 3 | 9  | 40 | 29 | +11 |
|  | 6.  | Piacenza                     | 37 | 24 | 11 | 4 | 9  | 39 | 24 | +15 |
|  | 7.  | Torino                       | 37 | 24 | 10 | 7 | 7  | 30 | 23 | +7  |
|  | 8.  | AlbinoLeffe                  | 32 | 24 | 9  | 5 | 10 | 36 | 35 | +1  |
|  | 9.  | Parma                        | 30 | 24 | 8  | 6 | 10 | 37 | 49 | -12 |
|  | 10. | Pergocrema                   | 22 | 24 | 6  | 4 | 14 | 20 | 48 | -28 |
|  | 11. | Modena                       | 16 | 24 | 4  | 4 | 16 | 23 | 52 | -29 |
|  | 12. | Spezia                       | 16 | 24 | 4  | 4 | 16 | 25 | 51 | -26 |
|  | 13. | Legnano                      | 11 | 24 | 3  | 2 | 19 | 19 | 58 | -39 |
|  |     |                              |    |    |    |   |    |    |    |     |

#### Calendario e risultati
| 30 set. 2006 |                    | 20 gen. 2007 |
| ------------ | ------------------ | ------------ |
| 2-2          | Atalanta-Pro Sesto | 2-1          |
| 0-2          | Juventus-Piacenza  | 3-2          |
| 0-3          | Modena-Torino      | 1-1          |
| 7-4          | Parma-Albinoleffe  | 0-1          |
| 3-1          | Sampdoria-Legnano  | 2-1          |
| 1-1          | Spezia-Pergocrema  | 3-1          |
|              | Riposa: Genoa      |              |

| 14 ott. 2006 |                       | 27 gen. 2007 |
| ------------ | --------------------- | ------------ |
| 0-2          | Albinoleffe-Sampdoria | 2-2          |
| 2-0          | Genoa-Modena          | 4-1          |
| 1-0          | Pergocrema-Parma      | 0-1          |
| 0-0          | Piacenza-Atalanta     | 1-3          |
| 1-1          | Pro Sesto-Juventus    | 0-3          |
| 1-1          | Torino-Spezia         | 2-1          |
|              | (Legnano riposa)      |              |

| 21 ott. 2006 |                     | 3 feb. 2007 |
| ------------ | ------------------- | ----------- |
| 1-2          | Atalanta-Torino     | 1-0         |
| 5-2          | Juventus-Pergocrema | 3-0         |
| 3-2          | Legnano-Piacenza    | 1-2         |
| 0-1          | Parma-Genoa         | 0-4         |
| 1-0          | Sampdoria-Pro Sesto | 2-0         |
| 0-4          | Spezia-Albinoleffe  | 0-3         |
|              | (Modena riposa)     |             |

| 28 ott. 2006 |                      | 17 feb. 2007 |
| ------------ | -------------------- | ------------ |
| 1-0          | Genoa-Spezia         | 1-0          |
| 1-3          | Modena-Sampdoria     | 1-3          |
| 0-4          | Pergocrema-Atalanta  | 0-2          |
| 4-0          | Pro Sesto-Legnano    | 2-0          |
| 2-2          | Torino-Parma         | 2-2          |
| 1-2          | Albinoleffe-Juventus | 1-3          |
|              | (Piacenza riposa)    |              |

| 4 nov. 2006 |                      | 24 feb. 2007 |
| ----------- | -------------------- | ------------ |
| 1-1         | Atalanta-Albinoleffe | 1-0          |
| 6-1         | Juventus-Modena      | 1-0          |
| 0-3         | Legnano-Genoa        | 1-2          |
| 1-1         | Parma-Pro Sesto      | 1-5          |
| 1-2         | Piacenza-Pergocrema  | 2-0          |
| 1-1         | Sampdoria-Torino     | 2-3          |
|             | (Spezia riposa)      |              |

| 11 nov. 2006 |                      | 3 mar. 2007 |
| ------------ | -------------------- | ----------- |
| 1-1          | Albinoleffe-Piacenza | 0-4         |
| 2-5          | Genoa-Juventus       | 1-2         |
| 1-1          | Modena-Atalanta      | 0-2         |
| 0-4          | Pergocrema-Sampdoria | 1-1         |
| 2-3          | Spezia-Parma         | 2-2         |
| 1-2          | Torino-Legnano       | 2-0         |
|              | (Pro Sesto riposa)   |             |

| 18 nov. 2006 |                       | 10 mar. 2007 |
| ------------ | --------------------- | ------------ |
| 4-1          | Atalanta-Parma        | 0-1          |
| 0-3          | Legnano-Spezia        | 2-1          |
| 2-2          | Piacenza-Modena       | 2-0          |
| 0-3          | Pro Sesto-Albinoleffe | 2-0          |
| 1-0          | Sampdoria-Genoa       | 2-0          |
| 1-0          | Juventus-Torino       | 2-1          |
|              | (Pergocrema riposa)   |              |

| 25 nov. 2006 |                      | 17 mar. 2007 |
| ------------ | -------------------- | ------------ |
| 0-2          | Genoa-Piacenza       | 0-3          |
| 2-1          | Modena-Pergocrema    | 0-1          |
| 2-1          | Parma-Legnano        | 1-1          |
| 2-2          | Spezia-Sampdoria     | 0-3          |
| 2-0          | Torino-Pro Sesto     | 0-2          |
| 3-4          | Atalanta-Juventus    | 2-1          |
|              | (Albinoleffe riposa) |              |

| 2 dic. 2006 |                   | 21 mar. 2007 |
| ----------- | ----------------- | ------------ |
| 0-2         | Albinoleffe-Genoa | 0-2          |
| 0-6         | Legnano-Atalanta  | 0-3          |
| 0-2         | Pergocrema-Torino | 0-0          |
| 3-1         | Piacenza-Spezia   | 0-1          |
| 3-1         | Pro Sesto-Modena  | 2-0          |
| 2-0         | Sampdoria-Parma   | 0-0          |
|             | (Juventus riposa) |              |

| 9 dic. 2006 |                    | 24 mar. 2007 |
| ----------- | ------------------ | ------------ |
| 0-0         | Atalanta-Sampdoria | 1-1          |
| 5-1         | Genoa-Pergocrema   | 3-3          |
| 4-1         | Juventus-Legnano   | 1-1          |
| 0-1         | Modena-Albinoleffe | 3-3          |
| 1-3         | Parma-Piacenza     | 1-4          |
| 0-3         | Spezia-Pro Sesto   | 3-4          |
|             | (Torino riposa)    |              |

| 16 dic. 2006 |                        | 31 mar. 2007 |
| ------------ | ---------------------- | ------------ |
| 3-0          | Albinoleffe-Pergocrema | 3-1          |
| 2-3          | Legnano-Modena         | 1-2          |
| 1-0          | Pro Sesto-Piacenza     | 2-1          |
| 1-3          | Spezia-Atalanta        | 0-1          |
| 2-0          | Torino-Genoa           | 0-1          |
| 2-2          | Sampdoria-Juventus     | 1-2          |
|              | (Parma riposa)         |              |

| 6 gen. 2007 |                    | 7 apr. 2007 |
| ----------- | ------------------ | ----------- |
| 0-1         | Albinoleffe-Torino | 1-1         |
| 5-2         | Juventus-Parma     | 2-3         |
| 0-1         | Modena-Spezia      | 2-0         |
| 4-1         | Pergocrema-Legnano | 1-0         |
| 0-0         | Piacenza-Sampdoria | 0-1         |
| 3-1         | Genoa-Pro Sesto    | 1-0         |
|             | (Atalanta riposa)  |             |

| \| 13 gen. 2007 \| \| 14 apr. 2007 \| \| ------------ \| -------------------- \| ------------ \| \| 1-0 \| Atalanta-Genoa \| 0-1 \| \| 0-1 \| Legnano-Albinoleffe \| 0-3 \| \| 3-2 \| Parma-Modena \| 3-0 \| \| 0-3 \| Pergocrema-Pro Sesto \| 2-1 \| \| 1-4 \| Spezia-Juventus \| 1-5 \| \| 1-0 \| Torino-Piacenza \| 0-2 \| \| \| (Sampdoria riposa) \| \| |                      |              |
| 13 gen. 2007 |                      | 14 apr. 2007 |
| 1-0 | Atalanta-Genoa       | 0-1          |
| 0-1 | Legnano-Albinoleffe  | 0-3          |
| 3-2 | Parma-Modena         | 3-0          |
| 0-3 | Pergocrema-Pro Sesto | 2-1          |
| 1-4 | Spezia-Juventus      | 1-5          |
| 1-0 | Torino-Piacenza      | 0-2          |
| | (Sampdoria riposa)   |              |

### Girone B

#### Allenatori
| Squadra  | Allenatore                      |           | Squadra         | Allenatore    |
| -------- | ------------------------------- | --------- | --------------- | ------------- |
| Brescia  | Luciano De Paola                |           | Montichiari     | Flavio Destro |
| Cagliari | Giorgio Melis                   | Treviso   | Giovanni Bosi   |               |
| Chievo   | Dario Lazzarin & Paolo Nicolato | Triestina | Vittorio Russo  |               |
| Inter    | Vincenzo Esposito               | Udinese   | Rodolfo Vanoli  |               |
| Lecco    | Alessandro Musicco              | Verona    | Andrea Bruniera |               |
| Mantova  | Claudio Valigi                  | Vicenza   | Bruno Russo     |               |
| Milan    | Filippo Galli                   |           |                 |               |

#### Classifica
|  |     | Classifica 2006-2007 | P  | G  | V  | N | P  | GF | GS | DR  |
|  | --- | -------------------- | -- | -- | -- | - | -- | -- | -- | --- |
|  | 1.  | Inter                | 56 | 24 | 17 | 5 | 2  | 55 | 17 | +38 |
|  | 2.  | Milan                | 54 | 24 | 16 | 6 | 2  | 51 | 17 | +34 |
|  | 3.  | Treviso              | 46 | 24 | 13 | 7 | 4  | 35 | 24 | +11 |
|  | 4.  | Cagliari             | 45 | 24 | 13 | 6 | 5  | 42 | 32 | +10 |
|  | 5.  | Chievo               | 43 | 24 | 12 | 7 | 5  | 31 | 20 | +11 |
|  | 6.  | Brescia              | 35 | 24 | 9  | 8 | 7  | 34 | 29 | +5  |
|  | 7.  | Udinese              | 30 | 24 | 8  | 6 | 10 | 30 | 29 | +1  |
|  | 8.  | Montichiari          | 30 | 24 | 8  | 6 | 10 | 37 | 39 | -2  |
|  | 9.  | Mantova              | 26 | 24 | 6  | 8 | 10 | 25 | 31 | -6  |
|  | 10. | Verona               | 20 | 24 | 5  | 5 | 14 | 23 | 42 | -19 |
|  | 11. | Vicenza              | 18 | 24 | 4  | 6 | 14 | 22 | 43 | -21 |
|  | 12. | Lecco                | 17 | 24 | 4  | 5 | 15 | 19 | 38 | -19 |
|  | 13. | Triestina            | 7  | 24 | 0  | 7 | 17 | 14 | 57 | -43 |
|  |     |                      |    |    |    |   |    |    |    |     |

#### Calendario e risultati
| 30 set. 2006 |                    | 20 gen. 2007 |
| ------------ | ------------------ | ------------ |
| 3-0          | Brescia-Vicenza    | 1-1          |
| 3-0          | Cagliari-Verona    | 1-2          |
| 2-0          | Chievo-Montichiari | 0-3          |
| 2-3          | Lecco-Inter        | 0-1          |
| 1-1          | Treviso-Mantova    | 3-1          |
| 3-1          | Milan-Udinese      | 3-1          |
|              | (Triestina riposa) |              |

| 14 ott. 2006 |                     | 27 gen. 2007 |
| ------------ | ------------------- | ------------ |
| 1-1          | Inter-Brescia       | 4-1          |
| 0-3          | Mantova-Cagliari    | 2-2          |
| 2-0          | Montichiari-Treviso | 2-3          |
| 0-2          | Triestina-Milan     | 0-5          |
| 0-0          | Udinese-Chievo      | 1-2          |
| 2-0          | Vicenza-Lecco       | 1-3          |
|              | (Verona riposa)     |              |

| 21 ott. 2006 |                   | 3 feb. 2007 |
| ------------ | ----------------- | ----------- |
| 1-0          | Brescia-Mantova   | 3-1         |
| 2-1          | Cagliari-Inter    | 1-1         |
| 1-1          | Lecco-Triestina   | 3-0         |
| 3-1          | Milan-Montichiari | 2-0         |
| 1-1          | Treviso-Vicenza   | 2-0         |
| 1-1          | Verona-Udinese    | 0-1         |
|              | (Chievo riposa)   |             |

| 28 ott. 2006 |                    | 17 feb. 2007 |
| ------------ | ------------------ | ------------ |
| 3-2          | Chievo-Lecco       | 1-1          |
| 1-3          | Inter-Treviso      | 1-1          |
| 0-1          | Mantova-Milan      | 1-2          |
| 2-3          | Montichiari-Verona | 4-1          |
| 0-1          | Triestina-Brescia  | 0-4          |
| 0-1          | Vicenza-Cagliari   | 1-2          |
|              | (Udinese riposa)   |              |

| 4 nov. 2006 |                     | 24 feb. 2007 |
| ----------- | ------------------- | ------------ |
| 0-0         | Cagliari-Chievo     | 1-2          |
| 7-0         | Inter-Vicenza       | 2-0          |
| 2-1         | Treviso-Triestina   | 1-0          |
| 2-1         | Udinese-Montichiari | 0-1          |
| 0-1         | Verona-Mantova      | 1-2          |
| 1-3         | Brescia-Milan       | 0-4          |
|             | (Lecco riposa)      |              |

| 11 nov. 2006 |                     | 3 mar. 2007 |
| ------------ | ------------------- | ----------- |
| 2-1          | Chievo-Treviso      | 0-0         |
| 0-3          | Lecco-Cagliari      | 0-2         |
| 1-2          | Mantova-Udinese     | 1-2         |
| 1-1          | Montichiari-Brescia | 0-3         |
| 2-2          | Triestina-Verona    | 0-0         |
| 1-1          | Milan-Inter         | 2-4         |
|              | (Vicenza riposa)    |             |

| 18 nov. 2006 |                      | 10 mar. 2007 |
| ------------ | -------------------- | ------------ |
| 5-1          | Brescia-Cagliari     | 1-1          |
| 1-0          | Inter-Chievo         | 3-0          |
| 1-0          | Treviso-Lecco        | 1-0          |
| 2-1          | Udinese-Triestina    | 1-1          |
| 0-3          | Verona-Milan         | 0-0          |
| 1-2          | Vicenza-Mantova      | 1-1          |
|              | (Montichiari riposa) |              |

| 25 nov. 2006 |                      | 17 mar. 2007 |
| ------------ | -------------------- | ------------ |
| 2-3          | Brescia-Treviso      | 0-1          |
| 2-2          | Cagliari-Montichiari | 4-1          |
| 2-0          | Chievo-Verona        | 3-0          |
| 0-4          | Lecco-Udinese        | 1-0          |
| 0-0          | Milan-Vicenza        | 2-1          |
| 1-1          | Triestina-Mantova    | 0-3          |
|              | (Inter riposa)       |              |

| 2 dic. 2006 |                       | 21 mar. 2007 |
| ----------- | --------------------- | ------------ |
| 0-0         | Mantova-Inter         | 0-1          |
| 3-3         | Montichiari-Triestina | 3-0          |
| 2-3         | Treviso-Cagliari      | 0-0          |
| 0-0         | Udinese-Brescia       | 1-2          |
| 4-0         | Verona-Lecco          | 0-4          |
| 3-2         | Vicenza-Chievo        | 0-1          |
|             | (Milan riposa)        |              |

| 9 dic. 2006 |                   | 24 mar. 2007 |
| ----------- | ----------------- | ------------ |
| 1-1         | Brescia-Verona    | 0-3          |
| 3-1         | Cagliari-Milan    | 0-6          |
| 3-0         | Chievo-Triestina  | 3-0          |
| 1-0         | Inter-Montichiari | 4-0          |
| 0-1         | Lecco-Mantova     | 1-1          |
| 0-2         | Vicenza-Udinese   | 1-1          |
|             | (Treviso riposa)  |              |

| 16 dic. 2006 |                   | 31 mar. 2007 |
| ------------ | ----------------- | ------------ |
| 1-0          | Mantova-Chievo    | 1-2          |
| 2-1          | Milan-Treviso     | 1-1          |
| 3-0          | Montichiari-Lecco | 0-0          |
| 1-1          | Triestina-Vicenza | 0-1          |
| 1-2          | Udinese-Cagliari  | 3-1          |
| 0-3          | Verona-Inter      | 0-1          |
|              | (Brescia riposa)  |              |

| 6 gen. 2007 |                     | 7 apr. 2007 |
| ----------- | ------------------- | ----------- |
| 2-1         | Cagliari-Triestina  | 2-0         |
| 0-0         | Chievo-Milan        | 1-1         |
| 1-1         | Lecco-Brescia       | 0-1         |
| 1-0         | Treviso-Verona      | 2-1         |
| 1-3         | Vicenza-Montichiari | 1-2         |
| 1-0         | Inter-Udinese       | 2-1         |
|             | (Mantova riposa)    |             |

| \| 13 gen. 2007 \| \| 14 apr. 2007 \| \| ------------ \| ------------------- \| ------------ \| \| 0-0 \| Brescia-Chievo \| 1-2 \| \| 1-0 \| Milan-Lecco \| 3-0 \| \| 3-3 \| Montichiari-Mantova \| 0-0 \| \| 2-5 \| Triestina-Inter \| 0-6 \| \| 3-3 \| Udinese-Treviso \| 0-1 \| \| 2-1 \| Verona-Vicenza \| 2-4 \| \| \| (Cagliari riposa) \| \| |                     |              |
| 13 gen. 2007 |                     | 14 apr. 2007 |
| 0-0 | Brescia-Chievo      | 1-2          |
| 1-0 | Milan-Lecco         | 3-0          |
| 3-3 | Montichiari-Mantova | 0-0          |
| 2-5 | Triestina-Inter     | 0-6          |
| 3-3 | Udinese-Treviso     | 0-1          |
| 2-1 | Verona-Vicenza      | 2-4          |
| | (Cagliari riposa)   |              |

### Girone C

#### Allenatori
| Squadra    | Allenatore        |           | Squadra            | Allenatore |
| ---------- | ----------------- | --------- | ------------------ | ---------- |
| Arezzo     | Lorenzo Rubinacci |           | Livorno            | Marco Tosi |
| Ascoli     | Massimiliano Favo | Pisa      | Francesco Mileti   |            |
| Bologna    | Fabio Perinelli   | Rimini    | Elvio Selighini    |            |
| Cesena     | Luca Fusi         | Roma      | Alberto De Rossi   |            |
| Empoli     | Ettore Donati     | Siena     | Claudio Piccinetti |            |
| Fiorentina | Adriano Cadregari | Ternana   | Dino Pezzotti      |            |
| Lazio      | Roberto Sesena    | Viterbese | Alberto Mariani    |            |

#### Classifica
|  |     | Classifica 2006-2007 | P  | G  | V  | N  | P  | GF | GS | DR  |
|  | --- | -------------------- | -- | -- | -- | -- | -- | -- | -- | --- |
|  | 1.  | Empoli               | 61 | 26 | 19 | 4  | 3  | 53 | 17 | +36 |
|  | 2.  | Lazio                | 52 | 26 | 17 | 1  | 8  | 46 | 24 | +22 |
|  | 3.  | Siena                | 50 | 26 | 14 | 8  | 4  | 54 | 29 | +25 |
|  | 4.  | Fiorentina           | 46 | 26 | 15 | 1  | 10 | 49 | 31 | +18 |
|  | 5.  | Roma                 | 45 | 26 | 13 | 6  | 7  | 55 | 35 | +20 |
|  | 6.  | Ternana              | 40 | 26 | 12 | 4  | 10 | 37 | 39 | -2  |
|  | 7.  | Cesena               | 38 | 26 | 10 | 8  | 8  | 33 | 30 | +3  |
|  | 8.  | Arezzo               | 37 | 26 | 8  | 13 | 5  | 29 | 23 | +6  |
|  | 9.  | Ascoli               | 34 | 26 | 9  | 7  | 10 | 31 | 28 | +3  |
|  | 10. | Bologna              | 33 | 26 | 8  | 9  | 9  | 31 | 36 | -5  |
|  | 11. | Livorno              | 24 | 26 | 6  | 6  | 14 | 32 | 56 | -24 |
|  | 12. | Rimini               | 20 | 26 | 6  | 2  | 18 | 31 | 49 | -18 |
|  | 13. | Pisa                 | 18 | 26 | 4  | 6  | 16 | 22 | 52 | -30 |
|  | 14. | Viterbese            | 9  | 26 | 2  | 3  | 21 | 14 | 68 | -54 |
|  |     |                      |    |    |    |    |    |    |    |     |

#### Calendario e risultati
| 30 set. 2006 |                   | 20 gen. 2007 |
| ------------ | ----------------- | ------------ |
| 4-0          | Ascoli-Rimini     | 1-0          |
| 0-1          | Fiorentina-Empoli | 2-1          |
| 3-0          | Lazio-Viterbese   | 2-1          |
| 0-1          | Livorno-Arezzo    | 0-2          |
| 1-2          | Pisa-Roma         | 1-6          |
| 0-1          | Ternana-Siena     | 1-2          |
| 0-4          | Cesena-Bologna    | 1-1          |

| 14 ott. 2006 |                  | 27 gen. 2007 |
| ------------ | ---------------- | ------------ |
| 0-1          | Arezzo-Cesena    | 1-1          |
| 1-0          | Bologna-Lazio    | 0-4          |
| 0-0          | Empoli-Ascoli    | 2-1          |
| 1-2          | Rimini-Livorno   | 2-1          |
| 2-0          | Roma-Ternana     | 4-0          |
| 0-1          | Viterbese-Pisa   | 1-1          |
| 4-1          | Siena-Fiorentina | 1-2          |

| 21 ott. 2006 |                      | 3 feb. 2007 |
| ------------ | -------------------- | ----------- |
| 0-2          | Ascoli-Roma          | 0-3         |
| 0-2          | Cesena-Empoli        | 1-1         |
| 7-0          | Fiorentina-Viterbese | 3-1         |
| 1-2          | Lazio-Arezzo         | 1-0         |
| 0-1          | Pisa-Bologna         | 0-3         |
| 1-0          | Ternana-Rimini       | 1-0         |
| 0-2          | Livorno-Siena        | 1-3         |

| 28 ott. 2006 |                   | 17 feb. 2007 |
| ------------ | ----------------- | ------------ |
| 1-1          | Arezzo-Pisa       | 0-0          |
| 1-1          | Bologna-Ascoli    | 1-1          |
| 3-0          | Empoli-Ternana    | 2-0          |
| 1-2          | Rimini-Fiorentina | 1-3          |
| 2-2          | Roma-Livorno      | 4-0          |
| 3-1          | Siena-Lazio       | 3-1          |
| 0-1          | Viterbese-Cesena  | 0-4          |

| 4 nov. 2006 |                   | 24 feb. 2007 |
| ----------- | ----------------- | ------------ |
| 3-1         | Ascoli-Viterbese  | 1-2          |
| 1-1         | Cesena-Lazio      | 1-0          |
| 1-0         | Fiorentina-Arezzo | 2-3          |
| 0-2         | Livorno-Empoli    | 0-1          |
| 2-2         | Pisa-Siena        | 0-1          |
| 3-2         | Roma-Rimini       | 2-4          |
| 1-1         | Ternana-Bologna   | 2-0          |

| 11 nov. 2006 |                  | 3 mar. 2007 |
| ------------ | ---------------- | ----------- |
| 1-1          | Bologna-Arezzo   | 0-0         |
| 2-1          | Empoli-Siena     | 1-2         |
| 2-1          | Lazio-Fiorentina | 0-2         |
| 1-1          | Pisa-Livorno     | 2-2         |
| 1-3          | Rimini-Cesena    | 1-0         |
| 2-1          | Ternana-Ascoli   | 0-3         |
| 0-2          | Viterbese-Roma   | 0-4         |

| 18 nov. 2006 |                  | 10 mar. 2007 |
| ------------ | ---------------- | ------------ |
| 2-0          | Arezzo-Viterbese | 0-0          |
| 1-0          | Bologna-Rimini   | 2-4          |
| 1-2          | Cesena-Ternana   | 1-2          |
| 2-0          | Fiorentina-Pisa  | 2-0          |
| 1-2          | Lazio-Empoli     | 1-0          |
| 1-1          | Siena-Roma       | 3-3          |
| 0-1          | Livorno-Ascoli   | 1-4          |

| 25 nov. 2006 |                   | 17 mar. 2007 |
| ------------ | ----------------- | ------------ |
| 1-1          | Ascoli-Siena      | 0-0          |
| 0-1          | Fiorentina-Cesena | 1-1          |
| 1-2          | Pisa-Lazio        | 0-2          |
| 1-2          | Rimini-Empoli     | 0-3          |
| 1-1          | Roma-Arezzo       | 2-4          |
| 4-3          | Ternana-Livorno   | 2-2          |
| 0-3          | Viterbese-Bologna | 0-1          |

| 2 dic. 2006 |                    | 21 mar. 2007 |
| ----------- | ------------------ | ------------ |
| 0-1         | Arezzo-Ternana     | 3-3          |
| 4-1         | Cesena-Pisa        | 0-2          |
| 3-1         | Empoli-Roma        | 3-2          |
| 2-1         | Lazio-Ascoli       | 2-1          |
| 3-2         | Livorno-Viterbese  | 2-1          |
| 5-3         | Siena-Rimini       | 1-1          |
| 1-5         | Bologna-Fiorentina | 1-2          |

| 9 dic. 2006 |                    | 24 mar. 2007 |
| ----------- | ------------------ | ------------ |
| 1-1         | Ascoli-Cesena      | 0-1          |
| 3-1         | Empoli-Bologna     | 1-0          |
| 3-1         | Livorno-Fiorentina | 0-3          |
| 0-1         | Rimini-Viterbese   | 3-0          |
| 1-0         | Siena-Arezzo       | 2-2          |
| 4-0         | Ternana-Pisa       | 1-2          |
| 1-0         | Roma-Lazio         | 0-1          |

| 16 dic. 2006 |                    | 31 mar. 2007 |
| ------------ | ------------------ | ------------ |
| 0-0          | Arezzo-Empoli      | 2-2          |
| 1-1          | Bologna-Roma       | 0-2          |
| 1-2          | Cesena-Livorno     | 2-2          |
| 1-3          | Fiorentina-Ternana | 0-1          |
| 4-0          | Lazio-Rimini       | 2-1          |
| 0-1          | Pisa-Ascoli        | 2-3          |
| 0-2          | Viterbese-Siena    | 0-6          |

| 6 gen. 2007 |                   | 7 apr. 2007 |
| ----------- | ----------------- | ----------- |
| 1-0         | Ascoli-Fiorentina | 0-2         |
| 5-1         | Empoli-Pisa       | 2-0         |
| 1-4         | Livorno-Lazio     | 0-6         |
| 0-0         | Rimini-Arezzo     | 1-2         |
| 1-1         | Roma-Cesena       | 0-3         |
| 2-3         | Siena-Bologna     | 1-1         |
| 2-2         | Ternana-Viterbese | 3-2         |

| \| 13 gen. 2007 \| \| 14 apr. 2007 \| \| ------------ \| ---------------- \| ------------ \| \| 1-1 \| Arezzo-Ascoli \| 1-0 \| \| 1-1 \| Bologna-Livorno \| 1-3 \| \| 2-1 \| Lazio-Ternana \| 1-0 \| \| 0-2 \| Pisa-Rimini \| 3-2 \| \| 0-2 \| Viterbese-Empoli \| 0-7 \| \| 2-1 \| Cesena-Siena \| 0-3 \| \| 3-1 \| Fiorentina-Roma \| 1-3 \| |                  |              |
| 13 gen. 2007 |                  | 14 apr. 2007 |
| 1-1 | Arezzo-Ascoli    | 1-0          |
| 1-1 | Bologna-Livorno  | 1-3          |
| 2-1 | Lazio-Ternana    | 1-0          |
| 0-2 | Pisa-Rimini      | 3-2          |
| 0-2 | Viterbese-Empoli | 0-7          |
| 2-1 | Cesena-Siena     | 0-3          |
| 3-1 | Fiorentina-Roma  | 1-3          |

### Girone D

#### Allenatori
| Squadra    | Allenatore         |         | Squadra                                                                                         | Allenatore      |
| ---------- | ------------------ | ------- | ----------------------------------------------------------------------------------------------- | --------------- |
| Avellino   | Francesco Iannuzzi |         | Messina                                                                                         | Carmelo Mancuso |
| Bari       | Vincenzo Tavarilli | Napoli  | Luigi Caffarelli                                                                                |                 |
| Catania    | Giuseppe Irrera    | Palermo | Rosario Pergolizzi (1-26ª e andata ottavi) Emilio Zangara (ritorno ottavi, quarti e semifinali) |                 |
| Cisco Roma | Giovanni Lopez     | Pescara | Cetteo Di Mascio                                                                                |                 |
| Crotone    | Carlo Cimicata     | Reggina | Nevio Orlandi                                                                                   |                 |
| Frosinone  | Luigi Corino       | Teramo  | Luca Di Domenico                                                                                |                 |
| Lecce      | Claudio Luperto    |         |                                                                                                 |                 |

#### Classifica
|  |     | Classifica 2006-2007 | P  | G  | V  | N | P  | GF | GS | DR  |
|  | --- | -------------------- | -- | -- | -- | - | -- | -- | -- | --- |
|  | 1.  | Palermo              | 59 | 24 | 18 | 5 | 1  | 57 | 13 | +44 |
|  | 2.  | Catania              | 50 | 24 | 15 | 5 | 4  | 32 | 14 | +18 |
|  | 3.  | Reggina              | 45 | 24 | 13 | 6 | 5  | 53 | 21 | +32 |
|  | 4.  | Pescara              | 45 | 24 | 13 | 6 | 5  | 44 | 15 | +29 |
|  | 5.  | Cisco Roma           | 45 | 24 | 13 | 6 | 5  | 42 | 20 | +22 |
|  | 6.  | Messina              | 37 | 24 | 11 | 4 | 9  | 31 | 34 | -3  |
|  | 7.  | Bari                 | 35 | 24 | 10 | 5 | 9  | 36 | 31 | +5  |
|  | 8.  | Napoli               | 31 | 24 | 8  | 7 | 9  | 33 | 42 | -9  |
|  | 9.  | Frosinone            | 29 | 24 | 7  | 8 | 9  | 27 | 25 | +2  |
|  | 10. | Lecce                | 28 | 24 | 8  | 4 | 12 | 22 | 28 | -6  |
|  | 11. | Avellino             | 17 | 24 | 4  | 5 | 15 | 23 | 54 | -31 |
|  | 12. | Crotone              | 12 | 24 | 3  | 3 | 18 | 21 | 54 | -33 |
|  | 13. | Teramo               | 2  | 24 | 0  | 2 | 22 | 6  | 76 | -70 |
|  |     |                      |    |    |    |   |    |    |    |     |

#### Calendario e risultati
| 30 set. 2006 |                     | 20 gen. 2007 |
| ------------ | ------------------- | ------------ |
| 1-1          | Avellino-Cisco Roma | 0-4          |
| 1-1          | Catania-Reggina     | 2-1          |
| 1-6          | Crotone-Palermo     | 1-5          |
| 1-1          | Frosinone-Pescara   | 0-2          |
| 1-1          | Napoli-Messina      | 0-1          |
| 0-3          | Teramo-Bari         | 0-4          |
|              | (Lecce riposa)      |              |

| 14 ott. 2006 |                    | 27 gen. 2007 |
| ------------ | ------------------ | ------------ |
| 1-0          | Bari-Lecce         | 0-2          |
| 0-1          | Cisco Roma-Catania | 0-0          |
| 1-0          | Messina-Avellino   | 2-1          |
| 1-1          | Palermo-Frosinone  | 1-0          |
| 5-0          | Pescara-Teramo     | 2-0          |
| 4-1          | Reggina-Napoli     | 2-3          |
|              | (Crotone riposa)   |              |

| 21 ott. 2006 |                     | 3 feb. 2007 |
| ------------ | ------------------- | ----------- |
| 1-2          | Avellino-Pescara    | 0-4         |
| 3-0          | Catania-Messina     | 0-1         |
| 1-0          | Frosinone-Crotone   | 2-3         |
| 0-1          | Lecce-Reggina       | 0-1         |
| 0-6          | Teramo-Palermo      | 0-2         |
| 2-1          | Napoli-Bari         | 1-1         |
|              | (Cisco Roma riposa) |             |

| 28 ott. 2006 |                    | 17 feb. 2007 |
| ------------ | ------------------ | ------------ |
| 1-2          | Bari-Catania       | 0-1          |
| 3-0          | Crotone-Teramo     | 2-1          |
| 1-3          | Messina-Cisco Roma | 2-2          |
| 3-0          | Palermo-Lecce      | 2-1          |
| 1-1          | Pescara-Napoli     | 3-1          |
| 6-1          | Reggina-Avellino   | 6-0          |
|              | (Frosinone riposa) |              |

| 4 nov. 2006 |                    | 24 feb. 2007 |
| ----------- | ------------------ | ------------ |
| 1-3         | Avellino-Bari      | 1-3          |
| 1-0         | Catania-Frosinone  | 1-0          |
| 4-0         | Cisco Roma-Crotone | 1-0          |
| 0-0         | Lecce-Pescara      | 1-0          |
| 0-2         | Messina-Palermo    | 1-2          |
| 4-1         | Napoli-Teramo      | 1-0          |
|             | (Reggina riposa)   |              |

| 11 nov. 2006 |                    | 3 mar. 2007 |
| ------------ | ------------------ | ----------- |
| 1-3          | Crotone-Messina    | 1-3         |
| 1-1          | Frosinone-Napoli   | 4-0         |
| 0-0          | Lecce-Avellino     | 1-3         |
| 3-2          | Palermo-Reggina    | 0-0         |
| 0-0          | Pescara-Cisco Roma | 0-1         |
| 0-3          | Teramo-Catania     | 0-4         |
|              | (Bari riposa)      |             |

| 18 nov. 2006 |                    | 10 mar. 2007 |
| ------------ | ------------------ | ------------ |
| 2-1          | Avellino-Crotone   | 1-1          |
| 2-1          | Bari-Frosinone     | 1-0          |
| 1-0          | Catania-Pescara    | 0-2          |
| 0-0          | Cisco Roma-Palermo | 0-3          |
| 1-0          | Messina-Reggina    | 0-2          |
| 2-0          | Napoli-Lecce       | 1-0          |
|              | (Teramo riposa)    |              |

| 25 nov. 2006 |                    | 17 mar. 2007 |
| ------------ | ------------------ | ------------ |
| 2-4          | Crotone-Napoli     | 1-3          |
| 0-0          | Frosinone-Teramo   | 5-0          |
| 1-1          | Lecce-Catania      | 1-0          |
| 3-1          | Palermo-Avellino   | 2-0          |
| 2-2          | Pescara-Bari       | 3-1          |
| 4-2          | Reggina-Cisco Roma | 3-1          |
|              | (Messina riposa)   |              |

| 2 dic. 2006 |                   | 21 mar. 2007 |
| ----------- | ----------------- | ------------ |
| 2-2         | Bari-Reggina      | 0-2          |
| 0-3         | Catania-Palermo   | 0-0          |
| 0-4         | Crotone-Pescara   | 0-2          |
| 1-1         | Frosinone-Messina | 0-3          |
| 1-1         | Napoli-Cisco Roma | 0-3          |
| 1-3         | Teramo-Lecce      | 0-2          |
|             | (Avellino riposa) |              |

| 9 dic. 2006 |                   | 24 mar. 2007 |
| ----------- | ----------------- | ------------ |
| 2-0         | Cisco Roma-Bari   | 3-2          |
| 1-0         | Lecce-Crotone     | 2-1          |
| 2-1         | Messina-Teramo    | 3-1          |
| 4-0         | Palermo-Napoli    | 3-1          |
| 0-0         | Reggina-Frosinone | 1-1          |
| 0-3         | Avellino-Catania  | 1-2          |
|             | (Pescara riposa)  |              |

| 16 dic. 2006 |                   | 31 mar. 2007 |
| ------------ | ----------------- | ------------ |
| 3-1          | Bari-Messina      | 1-0          |
| 0-0          | Crotone-Reggina   | 1-2          |
| 1-0          | Frosinone-Lecce   | 3-3          |
| 1-1          | Napoli-Avellino   | 3-4          |
| 3-1          | Pescara-Palermo   | 0-1          |
| 0-3          | Teramo-Cisco Roma | 0-4          |
|              | (Catania riposa)  |              |

| 6 gen. 2007 |                    | 7 apr. 2007 |
| ----------- | ------------------ | ----------- |
| 5-0         | Reggina-Teramo     | 6-0         |
| 0-2         | Avellino-Frosinone | 1-2         |
| 3-0         | Bari-Crotone       | 1-1         |
| 2-0         | Catania-Napoli     | 1-1         |
| 1-0         | Cisco Roma-Lecce   | 3-1         |
| 0-5         | Messina-Pescara    | 1-1         |
|             | (Palermo riposa)   |             |

| \| 13 gen. 2007 \| \| 14 apr. 2007 \| \| ------------ \| -------------------- \| ------------ \| \| 1-2 \| Crotone-Catania \| 0-1 \| \| 1-0 \| Frosinone-Cisco Roma \| 0-2 \| \| 1-2 \| Lecce-Messina \| 2-1 \| \| 3-0 \| Palermo-Bari \| 1-1 \| \| 2-0 \| Pescara-Reggina \| 0-2 \| \| 1-1 \| Teramo-Avellino \| 0-2 \| \| \| (Napoli riposa) \| \| |                      |              |
| 13 gen. 2007 |                      | 14 apr. 2007 |
| 1-2 | Crotone-Catania      | 0-1          |
| 1-0 | Frosinone-Cisco Roma | 0-2          |
| 1-2 | Lecce-Messina        | 2-1          |
| 3-0 | Palermo-Bari         | 1-1          |
| 2-0 | Pescara-Reggina      | 0-2          |
| 1-1 | Teramo-Avellino      | 0-2          |
| | (Napoli riposa)      |              |

## Ottavi di finale

### Squadre partecipanti
Negli Ottavi non possono essere accoppiate squadre della stessa fascia, né squadre aventi fatto parte dello stesso Girone di qualificazione. Gli accoppiamenti sono stabiliti per sorteggio.
Prima fascia
- Atalanta (Girone A)
- Catania (Girone D)
- Empoli (Girone C)
- Inter (Girone B)
- Juventus (Girone A)
- Lazio (Girone C)
- Milan (Girone B)
- Palermo (Girone D)

Seconda fascia
- Cagliari (Girone B)
- Fiorentina (Girone C)
- Genoa (Girone A)
- Pescara (Girone D)
- Reggina (Girone D)
- Sampdoria (Girone A)
- Siena (Girone C)
- Treviso (Girone B)

### Tabellone
- Le gare di andata si sono svolte tra il 21 e il 25 aprile 2007. Le gare di ritorno dal 28 aprile al 1º maggio 2007.
- La squadra numero 1 ha disputato la gara di andata in casa.

| Squadra 1  | Totale      | Squadra 2 | Andata | Ritorno |
| ---------- | ----------- | --------- | ------ | ------- |
| Siena      | 1 - 5       | Atalanta  | 0 - 1  | 1 - 4   |
| Treviso    | 1 - 1 (gfc) | Catania   | 0 - 0  | 1 - 1   |
| Cagliari   | 1 - 8       | Empoli    | 1 - 3  | 0 - 5   |
| Genoa      | 1 - 2       | Inter     | 0 - 0  | 1 - 2   |
| Pescara    | 3 - 6       | Juventus  | 1 - 5  | 2 - 1   |
| Sampdoria  | 4 - 3       | Lazio     | 0 - 3  | 4 - 0   |
| Reggina    | 2 - 2 (gfc) | Milan     | 1 - 0  | 1 - 2   |
| Fiorentina | 1 - 3       | Palermo   | 0 - 2  | 1 - 1   |

## Fase finale
Le squadre prime classificate nei gironi eliminatori sono considerate teste di serie e non possono incontrarsi tra loro nei quarti di finale. Le altre squadre sono appaiate mediante sorteggio.

### Squadre qualificate alla fase finale
Teste di serie
- Juventus (Girone A)
- Inter (Girone B)
- Empoli (Girone C)
- Palermo (Girone D)

Seconda fascia
- Atalanta (Girone A)
- Sampdoria (Girone A)
- Treviso (Girone B)
- Reggina (Girone D)

### Tabellone
Le gare della Fase Finale si sono giocate tra il 12 e il 19 maggio 2007.
|  | Quarti di finale | Quarti di finale | Quarti di finale |           |           | Semifinali | Semifinali | Semifinali |  |  | Finale | Finale | Finale |
|  |                  |                  |                  |           |           |            |            |            |  |  |        |        |        |
|  |                  | Palermo          | 3                |           |           |            |            |            |  |  |        |        |        |
|  |                  | Treviso          | 0                |           |           |            |            |            |  |  |        |        |        |
|  |                  | Treviso          | 0                |           | Palermo   | 1          |            |            |  |  |        |        |        |
|  |                  |                  |                  |           | Palermo   | 1          |            |            |  |  |        |        |        |
|  |                  |                  | Inter            | 2         |           |            |            |            |  |  |        |        |        |
|  |                  | Reggina          | Inter            | 2         | 0         |            |            |            |  |  |        |        |        |
|  |                  | Reggina          |                  |           | 0         |            |            |            |  |  |        |        |        |
|  |                  | Inter            | 3                |           |           |            |            |            |  |  |        |        |        |
|  |                  |                  |                  |           |           |            |            |            |  |  |        | Inter  | 1      |
|  |                  |                  |                  | Sampdoria | 0         |            |            |            |  |  |        |        |        |
|  |                  | Juventus         | 1(4)             |           |           |            |            |            |  |  |        |        |        |
|  |                  | Sampdoria        | 1(6)             |           |           |            |            |            |  |  |        |        |        |
|  |                  | Sampdoria        | 1(6)             |           | Sampdoria | 2          |            |            |  |  |        |        |        |
|  |                  |                  |                  |           | Sampdoria | 2          |            |            |  |  |        |        |        |
|  |                  |                  | Atalanta         | 1         |           |            |            |            |  |  |        |        |        |
|  |                  | Atalanta         | Atalanta         | 1         | 2         |            |            |            |  |  |        |        |        |
|  |                  | Atalanta         |                  |           | 2         |            |            |            |  |  |        |        |        |
|  |                  | Empoli           | 1                |           |           |            |            |            |  |  |        |        |        |

### Dettaglio incontri

#### Quarti di finale
| Arbitro: | Mauro Vigne (Chiavari) |

|                                      |           |  |
| Polito 10’ Terranova 61’ Curiale 79’ | Marcatori |  |

| Arbitro: | Paolo Lo Castro (Catania) |

|  |           |                             |
|  | Marcatori | 2’, 52’ Ribas 62’ Balotelli |

| Arbitro: | Alfonso Della Rocca (Salerno) |

|                                   |                      |                                            |
| Maniero 15’                       | Marcatori            | 48’ (rig.) Ferrari                         |
| Giovinco Lanzafame Bianco Dantoni | Tiri di rigore 3 – 5 | Soddimo Castellazzi Marilungo Koman Donato |

| Arbitro: | Giorgio Peretti (Verona) |

|                         |           |                  |
| Gentili 13’ Marconi 69’ | Marcatori | 90+4’ Panariello |

#### Semifinali
| Arbitro: | Stefano Belluti (Trento) |

|           |           |                                 |
| Polito 3’ | Marcatori | 75’ Biabiany 80’ (aut.) Genesio |

| Arbitro: | Giuseppe Cisaria (Trento) |

|                         |           |             |
| Rossini 71’ Ferrari 76’ | Marcatori | 49’ Marconi |

#### Finale
| Arbitro: | Aurelio Cafari Panico (Cassino) |

|                      |           |  |
| Balotelli 89’ (rig.) | Marcatori |  |

## Rosa campione
| N. |                     | Ruolo | Calciatore          |
| -- | ------------------- | ----- | ------------------- |
| 1  | Italia (bandiera)   | P     | Paolo Tornaghi      |
| 12 | Slovenia (bandiera) | P     | Vid Belec           |
| 22 | Italia (bandiera)   | P     | Davide Ciceri       |
| 2  | Italia (bandiera)   | D     | Davide Fais         |
| 3  | Italia (bandiera)   | D     | Simone Fautario     |
| 5  | Italia (bandiera)   | D     | Leonardo Bonucci    |
| 6  | Italia (bandiera)   | D     | Dennis Esposito     |
| 13 | Italia (bandiera)   | D     | Giorgio Conrotto    |
| 14 | Italia (bandiera)   | D     | Andrea Mei          |
| 15 | Italia (bandiera)   | D     | Giuseppe Figliomeni |
| 4  | Italia (bandiera)   | C     | Francesco Bolzoni   |
| 8  | Camerun (bandiera)  | C     | Daniel Maa Boumsong |

| N. |                     | Ruolo | Calciatore                |
| -- | ------------------- | ----- | ------------------------- |
| 10 | Belgio (bandiera)   | C     | Ibrahim Maaroufi          |
| 16 | Italia (bandiera)   | C     | Gabriele Puccio           |
| 19 | Italia (bandiera)   | C     | Daniele Pedrelli          |
|    | Italia (bandiera)   | C     | Luca Siligardi            |
|    | Italia (bandiera)   | C     | Nicolò De Cesare          |
|    | Ungheria (bandiera) | C     | Attila Filkor             |
| 9  | Italia (bandiera)   | A     | Gianluca Litteri          |
| 11 | Uruguay (bandiera)  | A     | Sebastián Ribas           |
| 17 | Italia (bandiera)   | A     | Ignazio Cocchiere         |
| 18 | Francia (bandiera)  | A     | Jonathan Ludovic Biabiany |
| 21 | Svezia (bandiera)   | A     | Goran Slavkovski          |
| 20 | Ghana (bandiera)    | A     | Mario Balotelli           |